# The End (álbum de Melvins)
The End es un álbum en vivo de Melvins, lanzado en formato casete el 1 de enero de 2005 y en vinilo el 14 de enero de 2008 con la discográfica Enterruption.
El álbum fue registrado en vivo el 1 de mayo de 2003 en Los Ángeles, California en el Teatro Henry Fonda. En octubre de 2008 se publicó una edición especial de 40 copias en vinilo este incluía el paquete del vinilo original además de un nuevo arte de cubierta.
- Todas las entregas fueron ediciones limitadas.
- El track "Mombius Hibachi" está alistado como "Mombius Hibatchi" en la contraportada del álbum.

## Lista de canciones

### Lado 1
| N.º | Título                     | Duración |  |
| 1.  | «At a Crawl»               | 3:04     |  |
| 2.  | «Black Stooges»            | 3:33     |  |
| 3.  | «Night Goat»               | 4:55     |  |
| 4.  | «Revolve»                  | 3:56     |  |
| 5.  | «Brain Center at Whipples» |          |  |

### Lado 2
| N.º | Título            | Duración |  |
| 1.  | «Let It All Be»   | 5.28     |  |
| 2.  | «Hooch»           | 1:15     |  |
| 3.  | «Mombius Hibachi» | 1:25     |  |
| 4.  | «The Bloat»       | 4:00     |  |
| 5.  | «The Bit»         | 5:38     |  |

## Personal
Intérpretes
- Dale
- Kevin
- Buzz
- Alison Elizabeth Taylor - Arte
- Mell Dettmer - Mastering
- Kurt Schlegel - Grabación y mezcla en vivo